# Diplozona collaris
Diplozona collaris är en insektsart som beskrevs av Van Duzee 1915. Diplozona collaris ingår i släktet Diplozona och familjen ängsskinnbaggar. Inga underarter finns listade i Catalogue of Life.